# Bund der Kriegsdienstgegner
Le Bund der Kriegsdienstgegner (BdK) (en français Union des objecteurs de conscience) était une organisation pacifiste et antimilitariste allemande fondée après la Première Guerre mondiale par des pacifistes radicaux et des objecteurs de conscience.
L'association est fondée à Berlin en 1919 entre autres par Magnus Schwantje, Armin T. Wegner et Helene Stöcker. L'association s'engage contre le service militaire, contre le service du travail obligatoire (coopération avec les syndicats); elle s'engage en outre à collaborer avec d'autres organisations pacifistes telles que la Deutsche Friedensgesellschaft (DFG), le Bund Neues Vaterland, ou l'Internationale Frauenliga für Frieden und Freiheit.
Dès sa création, elle publie une revue intitulée Friedenswacht et cela jusqu'en 1927. En 1923 est lancée la revue Der Kriegdienstgegner qui paraîtra jusqu'en 1930, un an après le lancement d'une troisième revue, Der Friedensfront, qui cessera d'être publiée en 1933.
En 1921, le BdK participe à la création de l'Internationale des résistant(e)s à la guerre. À cette occasion, les membres du BdK signent la déclaration suivante : « La guerre est un crime contre l’humanité. C'est pourquoi je suis résolu(e) à n’aider à aucune espèce de guerre et à lutter pour l’abolition de toutes les causes des guerres. » Le nombre des membres atteint environ 3 000 en 1926. On compte parmi ses membres : G.W. Meyer, Kurt Hiller ou encore Marta Steinitz.